# Black Wolf (Wisconsin)
Black Wolf es un pueblo ubicado en el condado de Winnebago en el estado estadounidense de Wisconsin. En el Censo de 2010 tenía una población de 2.410 habitantes y una densidad poblacional de 22,3 personas por kilómetro cuadrado.

## Geografía
Black Wolf se encuentra ubicado en las coordenadas 43°56′39″N 88°28′45″O / 43.94417, -88.47917. Según la Oficina del Censo de los Estados Unidos, Black Wolf tiene una superficie total de 108.05 km², de la cual 40.11 km² corresponden a tierra firme y (62.88 %) 67.94 km² es agua.

## Demografía
Según el censo de 2010, había 2.410 personas residiendo en Black Wolf. La densidad de población era de 22,3 hab./km². De los 2.410 habitantes, Black Wolf estaba compuesto por el 97.34 % blancos, el 0.37 % eran afroamericanos, el 0.04 % eran amerindios, el 1.04 % eran asiáticos, el 0 % eran isleños del Pacífico, el 0.12 % eran de otras razas y el 1.08 % pertenecían a dos o más razas. Del total de la población el 0.54 % eran hispanos o latinos de cualquier raza.